# Saugeot
Saugeot là một xã trong vùng hành chính Franche-Comté, thuộc tỉnh Jura, quận Saint-Claude, tổng Saint-Laurent-en-Grandvaux. Tọa độ địa lý của xã là 46° 36' vĩ độ bắc, 05° 49' kinh độ đông. Saugeot nằm trên độ cao trung bình là 676 mét trên mực nước biển, có điểm thấp nhất là 600 mét và điểm cao nhất là 755 mét. Xã có diện tích 4.49 km², dân số vào thời điểm 2005 là 61 người; mật độ dân số là 14 người/km².

## Thông tin nhân khẩu
| 1962 | 1968 | 1975 | 1982 | 1990 | 1999 |
| ---- | ---- | ---- | ---- | ---- | ---- |
| 90   | 94   | 83   | 82   | 71   | 59   |